# Nepes Gukulow
Nepes Gukulow (ur. 10 września 1978) – turkmeński zapaśnik w stylu klasycznym. Olimpijczyk z Sydney 2000, gdzie zajął dziesiąte miejsce w kategorii do 58 kg.
Zaliczył dwa występy w mistrzostwach świata, zdobył srebrny medal w 2002. Siódmy na igrzyskach azjatyckich w 1998. Srebrny medalista igrzysk w centralnej Azji w 1999. Trzeci na igrzyskach Azji zachodniej w 1997. Czwarty na mistrzostwach Azji w 1999 i 2000 roku.